# Ki-Jana Hoever
Ki-Jana Hoever (Amsterdam, 18 gennaio 2002) è un calciatore olandese, difensore del Wolverhampton.

## Caratteristiche tecniche
È un difensore molto polivalente, utilizzabile sia come terzino destro sia come centrale in una linea a tre o a quattro. Forte fisicamente e dotato di buona velocità, sa rendersi pericoloso anche in fase offensiva.

## Carriera

### Club
Nato ad Amsterdam da una famiglia di origini surinamesi, Hoever inizia la propria carriera nel settore giovanile dell'AZ Alkmaar prima di trasferirsi all'Ajax nel 2014. Ricercato da diversi club inglesi come Manchester Utd, Manchester City e Chelsea, nell'agosto del 2018 viene acquistato dal Liverpool che, data l'assenza di un contratto da professionista in essere, riconosce solamente un minimo indennizzo al club olandese apparso contrariato per il trasferimento; Inizialmente aggregato alla formazione Under-18, nel giro di pochi mesi viene promosso in Under-23 dove si mette in mostra in campionato ed in UEFA Youth League.
Nel dicembre seguente inizia ad allenarsi con la prima squadra su indicazione del tecnico Jürgen Klopp. Il 7 gennaio 2019 fa il suo esordio fra i professionisti sostituendo dopo soli sei minuti di gioco l'infortunato Dejan Lovren nell'incontro di FA Cup perso 2-1 contro il Wolverhampton diventando il più giovane giocatore dei reds a debuttare nella competizione; il 31 luglio firma un contratto a lungo termine con il club inglese.
Il 25 settembre realizza la sua prima rete segnando il gol del definitivo 2-0 contro il 
MK Dons in Carabao Cup con un colpo di testa su cross di James Milner; nel corso della stagione tuttavia collezionerà solo un'ulteriore presenza, nel turno successivo di coppa di lega perso 5-0 contro l'Aston Villa.
Il 19 settembre 2020 viene ceduto a titolo definitivo al Wolverhampton per 9 milioni di sterline; debutta in Premier League una settimana più tardi subentrando nella ripresa dell'incontro vinto 4-0 contro il West Ham Utd.

### Nazionale
Nel 2019 con la nazionale Under-17 olandese vince gli Europei di categoria dove gioca 5 incontri, realizza una rete negli ottavi di finale contro il Belgio e viene nominato nella squadra ideale del torneo; sei mesi più tardi partecipa anche al campionato mondiale concluso al quarto posto, dove gioca tutti gli incontri della competizione segnando una rete al Paraguay.

## Statistiche

### Presenze e reti nei club
Statistiche aggiornate al 22 aprile 2025.
| Stagione             | Squadra              | Campionato           | Campionato | Campionato | Coppe nazionali | Coppe nazionali | Coppe nazionali | Coppe continentali | Coppe continentali | Coppe continentali | Altre coppe | Altre coppe | Altre coppe | Totale | Totale | Totale |
| Stagione             | Squadra              | Comp                 | Pres       | Reti       | Comp            | Pres            | Reti            | Comp               | Pres               | Reti               | Comp        | Pres        | Reti        | Pres   | Reti   |        |
| -------------------- | -------------------- | -------------------- | ---------- | ---------- | --------------- | --------------- | --------------- | ------------------ | ------------------ | ------------------ | ----------- | ----------- | ----------- | ------ | ------ | ------ |
| 2018-2019            | Liverpool            | PL                   | 0          | 0          | FACup+CdL       | 1+0             | 0+0             | UCL                | 0                  | 0                  | -           | -           | -           | 1      | 0      |        |
| 2019-2020            | Liverpool            | PL                   | 0          | 0          | FACup+CdL       | 1+2             | 0+1             | UCL                | 0                  | 0                  | CS+SU+Cmc   | 0           | 0           | 3      | 1      |        |
| Totale Liverpool     | Totale Liverpool     | Totale Liverpool     | 0          | 0          |                 | 4               | 1               |                    | 0                  | 0                  |             | 0           | 0           | 4      | 1      |        |
| 2020-2021            | Wolverhampton        | PL                   | 12         | 0          | FACup+CdL       | 3+0             | 0+0             | -                  | -                  | -                  | -           | -           | -           | 15     | 0      |        |
| 2021-2022            | Wolverhampton        | PL                   | 8          | 0          | FACup+CdL       | 0+2             | 0+0             | -                  | -                  | -                  | -           | -           | -           | 10     | 0      |        |
| Totale Wolverhampton | Totale Wolverhampton | Totale Wolverhampton | 20         | 0          |                 | 5               | 0               |                    | -                  | -                  |             | -           | -           | 25     | 0      |        |
| 2022-gen. 2023       | PSV                  | ED                   | 5          | 0          | CO              | 0               | 0               | UCL+UEL            | 0+2                | 0+0                | SO          | 1           | 0           | 8      | 0      |        |
| gen.-giu. 2023       | Stoke City           | FLC                  | 15         | 4          | FACup+CdL       | 2+0             | 0+0             | -                  | -                  | -                  | -           | -           | -           | 17     | 4      |        |
| 2023-2024            | Stoke City           | FLC                  | 40         | 4          | FACup+CdL       | 1+3             | 0+0             | -                  | -                  | -                  | -           | -           | -           | 44     | 4      |        |
| Totale Stoke City    | Totale Stoke City    | Totale Stoke City    | 55         | 5          |                 | 6               | 0               |                    | -                  | -                  |             | -           | -           | 61     | 8      |        |
| 2024-2025            | Auxerre              | L1                   | 27         | 0          | CF              | 0               | 0               | -                  | -                  | -                  | -           | -           | -           | 27     | 0      |        |
| Totale carriera      | Totale carriera      | Totale carriera      | 107        | 5          |                 | 15              | 1               |                    | 2                  | 0                  |             | 1           | 0           | 125    | 6      |        |

### Cronologia presenze e reti in nazionale
| Cronologia completa delle presenze e delle reti in nazionale ― Paesi Bassi under 21 | Cronologia completa delle presenze e delle reti in nazionale ― Paesi Bassi under 21 | Cronologia completa delle presenze e delle reti in nazionale ― Paesi Bassi under 21 | Cronologia completa delle presenze e delle reti in nazionale ― Paesi Bassi under 21 | Cronologia completa delle presenze e delle reti in nazionale ― Paesi Bassi under 21 | Cronologia completa delle presenze e delle reti in nazionale ― Paesi Bassi under 21 | Cronologia completa delle presenze e delle reti in nazionale ― Paesi Bassi under 21 | Cronologia completa delle presenze e delle reti in nazionale ― Paesi Bassi under 21 |
| Data                                                                                | Città                                                                               | In casa                                                                             | Risultato                                                                           | Ospiti                                                                              | Competizione                                                                        | Reti                                                                                | Note                                                                                |
| ----------------------------------------------------------------------------------- | ----------------------------------------------------------------------------------- | ----------------------------------------------------------------------------------- | ----------------------------------------------------------------------------------- | ----------------------------------------------------------------------------------- | ----------------------------------------------------------------------------------- | ----------------------------------------------------------------------------------- | ----------------------------------------------------------------------------------- |
| 7-9-2021                                                                            | Deventer                                                                            | Paesi Bassi under 21                                                                | 3 – 0                                                                               | Moldavia under 21                                                                   | Qual. Europeo Under-21 2023                                                         | -                                                                                   | 83’                                                                                 |
| Totale                                                                              |                                                                                     | Presenze                                                                            | 1                                                                                   |                                                                                     | Reti                                                                                | 0                                                                                   |                                                                                     |

| Cronologia completa delle presenze e delle reti in nazionale ― Paesi Bassi under 17 | Cronologia completa delle presenze e delle reti in nazionale ― Paesi Bassi under 17 | Cronologia completa delle presenze e delle reti in nazionale ― Paesi Bassi under 17 | Cronologia completa delle presenze e delle reti in nazionale ― Paesi Bassi under 17 | Cronologia completa delle presenze e delle reti in nazionale ― Paesi Bassi under 17 | Cronologia completa delle presenze e delle reti in nazionale ― Paesi Bassi under 17 | Cronologia completa delle presenze e delle reti in nazionale ― Paesi Bassi under 17 | Cronologia completa delle presenze e delle reti in nazionale ― Paesi Bassi under 17 |
| Data                                                                                | Città                                                                               | In casa                                                                             | Risultato                                                                           | Ospiti                                                                              | Competizione                                                                        | Reti                                                                                | Note                                                                                |
| ----------------------------------------------------------------------------------- | ----------------------------------------------------------------------------------- | ----------------------------------------------------------------------------------- | ----------------------------------------------------------------------------------- | ----------------------------------------------------------------------------------- | ----------------------------------------------------------------------------------- | ----------------------------------------------------------------------------------- | ----------------------------------------------------------------------------------- |
| 7-9-2018                                                                            | Costanza                                                                            | Germania under 17                                                                   | 2 – 2                                                                               | Paesi Bassi under 17                                                                | Amichevole                                                                          | -                                                                                   | 75’                                                                                 |
| 11-9-2018                                                                           | Waldshut-Tiengen                                                                    | Israele under 17                                                                    | 2 – 4                                                                               | Paesi Bassi under 17                                                                | Amichevole                                                                          | -                                                                                   | 46’                                                                                 |
| 27-9-2018                                                                           | Uddevalla                                                                           | Paesi Bassi under 17                                                                | 10 – 1                                                                              | Liechtenstein under 17                                                              | Qual. Europeo Under-17 2019                                                         | 2                                                                                   | 61’                                                                                 |
| 30-9-2018                                                                           | Ljungskile                                                                          | Paesi Bassi under 17                                                                | 6 – 0                                                                               | Montenegro under 17                                                                 | Qual. Europeo Under-17 2019                                                         | -                                                                                   | 46’                                                                                 |
| 3-10-2018                                                                           | 's-Gravenzande                                                                      | Svezia under 17                                                                     | 4 – 6                                                                               | Paesi Bassi under 17                                                                | Qual. Europeo Under-17 2019                                                         | 1                                                                                   | 60’                                                                                 |
| 20-3-2019                                                                           | Alphen aan den Rijn                                                                 | Paesi Bassi under 17                                                                | 5 – 0                                                                               | Irlanda del Nord under 17                                                           | Qual. Europeo Under-17 2019                                                         | -                                                                                   | 77’                                                                                 |
| 23-3-2019                                                                           | Alphen aan den Rijn                                                                 | Paesi Bassi under 17                                                                | 2 – 0                                                                               | Israele under 17                                                                    | Qual. Europeo Under-17 2019                                                         | -                                                                                   | 72’ 77’                                                                             |
| 3-5-2019                                                                            | Waterford                                                                           | Paesi Bassi under 17                                                                | 2 – 0                                                                               | Svezia under 17                                                                     | Europeo Under-17 2019 - 1º turno                                                    | -                                                                                   |                                                                                     |
| 6-5-2019                                                                            | Dublino                                                                             | Paesi Bassi under 17                                                                | 5 – 2                                                                               | Inghilterra under 17                                                                | Europeo Under-17 2019 - 1º turno                                                    | -                                                                                   |                                                                                     |
| 12-5-2019                                                                           | Bray                                                                                | Belgio under 17                                                                     | 0 – 3                                                                               | Paesi Bassi under 17                                                                | Europeo Under-17 2019 - Quarti di finale                                            | 1                                                                                   |                                                                                     |
| 16-5-2019                                                                           | Dublino                                                                             | Paesi Bassi under 17                                                                | 1 – 0                                                                               | Spagna under 17                                                                     | Europeo Under-17 2019 - Semifinale                                                  | -                                                                                   |                                                                                     |
| 19-5-2019                                                                           | Dublino                                                                             | Paesi Bassi under 17                                                                | 4 – 2                                                                               | Italia under 17                                                                     | Europeo Under-17 2019 - Finale                                                      | -                                                                                   | 90’                                                                                 |
| 28-10-2019                                                                          | Cariacica                                                                           | Giappone under 17                                                                   | 3 – 0                                                                               | Paesi Bassi under 17                                                                | Mondiali Under-17 2019 - 1º turno                                                   | -                                                                                   |                                                                                     |
| 30-10-2019                                                                          | Cariacica                                                                           | Paesi Bassi under 17                                                                | 1 – 3                                                                               | Senegal under 17                                                                    | Mondiali Under-17 2019 - 1º turno                                                   | -                                                                                   |                                                                                     |
| 3-11-2019                                                                           | Goiânia                                                                             | Paesi Bassi under 17                                                                | 4 – 0                                                                               | Stati Uniti under 17                                                                | Mondiali Under-17 2019 - 1º turno                                                   | -                                                                                   |                                                                                     |
| 6-11-2019                                                                           | Goiânia                                                                             | Nigeria under 17                                                                    | 1 – 3                                                                               | Paesi Bassi under 17                                                                | Mondiali Under-17 2019 - Ottavi di finale                                           | -                                                                                   |                                                                                     |
| 10-11-2019                                                                          | Cariacica                                                                           | Paesi Bassi under 17                                                                | 4 – 1                                                                               | Paraguay under 17                                                                   | Mondiali Under-17 2019 - Quarti di finale                                           | 1                                                                                   | 69’                                                                                 |
| 17-11-2019                                                                          | Gama                                                                                | Paesi Bassi under 17                                                                | 1 – 3                                                                               | Francia under 17                                                                    | Mondiali Under-17 2019 - Finale 3/4 posto                                           | -                                                                                   |                                                                                     |
| Totale                                                                              |                                                                                     | Presenze                                                                            | 18                                                                                  |                                                                                     | Reti                                                                                | 5                                                                                   |                                                                                     |

## Palmarès

### Club
- Supercoppa UEFA: 1

Liverpool: 2019
- Coppa del mondo per club: 1

Liverpool: 2019

### Nazionale
- Campionato d'Europa Under-17: 1

Irlanda 2019

### Individuale
- Squadra ideale del Campionato europeo di calcio Under-17: 1

Irlanda 2019